# داریوش تقی‌پور
داریوش تقی‌پور (زادهٔ ۱۳۵۱) نوازنده و آهنگساز اهل ایران است.

## زندگی هنری
داریوش تقی‌پور سال ۱۳۵۱ در شیراز متولد شد. او موسیقی را با ساز پیانو آغاز کرد. از سال ۱۳۶۹ به آهنگسازی تئاتر مشغول شد و از سال‌های میانی دهه هفتاد شمسی به آهنگ‌سازی پاپ روی آورد. وی در سال ۱۳۷۷ آلبوم موسیقی «شوکا» با خوانندگی مهرداد شهسوارزاده را آهنگسازی کرد. او ترانه‌های متعددی را با صدای مانی رهنما آهنگسازی کرده‌ است.
داریوش تقی‌پور در سال ۱۳۸۵ در بیست و پنجمین جشنواره فیلم فجر٬ نامزد دریافت سیمرغ بلورین بهترین موسیقی متن برای آهنگسازی فیلم مینای شهر خاموش شد. او همچنین با چند شرکت اروپایی قراردادهایی برای ساخت موسیقی فیلم منعقد کرده‌است. وی در  سال ۱۳۹۲ آلبوم موسیقی بی‌کلام «اوستا٬ آبی» را آهنگسازی و منتشر نمود.

## آثار هنری

### آلبوم موسیقی

#### آخرین غزل -[۱۰]۱۳۸۰[۱۱]
|   | نام ترانه        | ترانه‌سرا     | آهنگساز       | تنظیم         |
| - | ---------------- | ------------ | ------------- | ------------- |
| ۱ | آخرین غزل        | بابک روزبه   | داریوش تقی‌پور | داریوش تقی‌پور |
| ۲ | شهپر             | پیام پارسا   | داریوش تقی‌پور | داریوش تقی‌پور |
| ۳ | خواب من          |              | داریوش تقی‌پور | داریوش تقی‌پور |
| ۴ | حرمت             | شهرام دانش   | داریوش تقی‌پور | داریوش تقی‌پور |
| ۵ | شهرزاد           | شهرام شمس‌پور | داریوش تقی‌پور | داریوش تقی‌پور |
| ۶ | زمستان           | بابک روزبه   | داریوش تقی‌پور | داریوش تقی‌پور |
| ۷ | بیراهه           | بابک روزبه   | داریوش تقی‌پور | داریوش تقی‌پور |
| ۸ | شهرزاد (بی کلام) |              | داریوش تقی‌پور | داریوش تقی‌پور |

#### بغض - ۱۳۷۹ (به یادواروژان)[۱۲]
|   | نام ترانه  | خواننده                | ترانه‌سرا     | آهنگساز       | تنظیم         |
| - | ---------- | ---------------------- | ------------ | ------------- | ------------- |
| ۱ | لالایی     | محمدرضا صادقی          | افشین سرفراز | داریوش تقی‌پور | داریوش تقی‌پور |
| ۲ | پاییز      | مانی رهنما             | افشین سرفراز | داریوش تقی‌پور | داریوش تقی‌پور |
| ۳ | بغض        | مانی رهنما             | افشین سرفراز | داریوش تقی‌پور | داریوش تقی‌پور |
| ۴ | نامه       | مانی رهنما، حمید خندان | افشین سرفراز | داریوش تقی‌پور | داریوش تقی‌پور |
| ۵ | راز        | قاسم افشار             | افشین سرفراز | داریوش تقی‌پور | داریوش تقی‌پور |
| ۶ | خواب مریم  | قاسم افشار             | افشین سرفراز | داریوش تقی‌پور | داریوش تقی‌پور |
| ۷ | آخرین فرصت | قاسم افشار             | افشین سرفراز | داریوش تقی‌پور | داریوش تقی‌پور |
| ۸ | اشک        | حمید خندان             | افشین سرفراز | داریوش تقی‌پور | داریوش تقی‌پور |

## تک‌آهنگ
| نام ترانه | خواننده       | ترانه‌سرا      | آهنگساز        | تنظیم          | انتشار |
| --------- | ------------- | ------------- | -------------- | -------------- | ------ |
| لبخند     | داریوش اقبالی | اردلان سرفراز | داریوش تقی پور | داریوش تقی پور | ۱۳۹۹   |
| روز تولد  | میثم خزائی    | مریم اسدی     | مانی رهنما     | داریوش تقی پور | ۱۴۰۱   |